# アンナ・マロワ
アンナ・ニコラエヴナ・ポドコパエワ（ロシア語: Анна Николаевна Подкопаева, ラテン文字転写: Anna Nikolaevna Podkopaeva, 女性、1990年4月16日 - ）は、ロシアのバレーボール選手。ロシア代表。旧姓はマロワ。

## 来歴
ウリヤノフスク出身。2013年、ロシア代表に初選出される。同年5月のモントルーバレーマスターズでデビューし、銀メダルを獲得。同年9月の欧州選手権では12年ぶりの優勝に大きく貢献した。2014年、世界選手権に出場した。
2015年7月、ワールドグランプリで銀メダルを獲得し、自身もベストリベロ賞に選ばれた。同年8-9月のワールドカップは4位、欧州選手権では大会2連覇に大きく貢献し、ベストリベロ賞を受賞した。2016年、リオ五輪に出場した。

## 球歴
- オリンピック - 2016年、2021年
- 世界選手権 - 2014年
- ワールドカップ - 2015年
- グラチャン - 2013年
- 欧州選手権 - 2013年、2015年
- ワールドグランプリ - 2013年、2014年、2015年、2016年

## 受賞歴
- 2013年 ボリスエリツィン杯　ベストリベロ賞
- 2015年 ワールドグランプリ ベストリベロ賞
- 2015年 欧州選手権　ベストリベロ賞

## 所属クラブ
- Iskra Samara（2007-2009年）
- Oufimotchka（2009-2014年）
- ディナモ・モスクワ（2014-2017年）
- ウラロチカ（2018-2019年）
- ディナモ・カザン（2019-2022年）
- ディナモ・モスクワ（2022-）